# دارا بن قابوس
دارا منتمي إلى الزياريين. في المصادر الأولية، ذُكر اسم دارا من أسرة زيارية بشكل متفرق. كان ابنًا لقابوس، رابع أمراء الدولة الزيارية، وفي فترة أخرى تولى حكم قلاع زيارية في طبرستان وأصبح أميرًا على الزياريين بين عامي 436 و441 هجريًّا.
كان دارا بن قابوس من مرافقي أمير السامانيين. بعد أن سيطر قابوس على أراضي زيار، حكم دارا في طبرستان تحت إشراف والده لفترة، لكن خلافه مع والده دفعه للجوء إلى محمود الغزنوي. بعد قتل قابوس، رشحه السلطان محمود لولاية الزياريين، لكن منجهر، أخو دارا، لم يمنحه هذه الفرصة واستطاع تثبيت سلطته كأمير للزياريين. بقي دارا بعد ذلك في بلاط الغزنويين وكان من المقربين للسلطان محمود حتى سُجِن بسبب بعض أفعاله في مجالس السلطان. بعد ذلك، تبقى تفاصيل حياة دارا غامضة، وتباينت الروايات التاريخية حول مصيره.
هناك من يعتقد أنه توفي في سجن محمود الغزنوي، فيما يعتقد آخرون أن دارا الذي تولى الحكم في بعض المصادر هو نفسه ابن قابوس الذي عاد إلى طبرستان بعد وفاة أنوشيروان، واعتلى عرش الزياريين بين 436 و441 هجريًّا. هناك أيضاً افتراضات بأن دارا كان نفسه الإسكندر، والد كيكاوس زياري.

## خلفية
كان والد دارا، قابوس، يحظى بدعم الدولة السامانية القوية منذ بداية حكمه. بعد هزيمته على يد عضد الدولة الديلمي، حاكم البويهيين، لجأ قابوس إلى البلاط الساماني، حيث قضى 18 سنة بعيداً عن الحكم، عازمًا على استعادة سلطته. لم يحقق قابوس انتصارات كبيرة خلال هذه الفترة إلا أنه عاد للسلطة أخيرًا بعد زوال فترة الضعف التي مرت بها الدولة السامانية وصعود الغزنويين بقيادة السلطان محمود الغزنوي.